# Codex Hitda
O Códice Hitda é um manuscrito do século XI que contém  uma seleção de passagens dos Evangelhos encomendados por Hitda, abadessa de Meschede por volta de 1020. É conservado na Hessische Landesbibliothek, Darmstadt, Alemanha. Hitda de Meschede é retratada na miniatura de dedicação do livro apresentando o códice ao patrono do convento de Santa Walburga.
As iluminuras são destaques da escola de Colônia nas fases posteriores do renascimento otoniano. O Códice Hitda contém o único ciclo de iluminuras sobreviventes da vida de Cristo, produzido em Colônia a partir desse período. O contexto cultural do ciclo foi reproduzido por Henry Mayr-Harting.